# Асоціація шотландських диких котів
Асоціація шотландських диких котів — благодійна організація, заснована у 2008 році режисером Стівом Пайпером з метою збереження шотландської дикої кішки яка перебуває під загрозою вимирання у Великій Британії.
Також існує загроза гібридизації з дикими домашніми котами. Останні оцінки свідчать про те, що в дикій природі існує лише 35 чистокровних шотландських диких котів, а в неволі чистих шотландських диких котів немає взагалі.

## Діяльність
Благодійна організація значно підвищила обізнаність про дику кішку завдяки сильному залученню засобів масової інформації і створила перший проект польових робіт, безпосередньо спрямований на збереження виду в Шотландії на Гайлендс. Проект був створений як компанія, що займається інтересами громади, і отримав назву «Wildcat Haven» за назвою книги Майка Томкі, мецената та почесного члена проекту впродовж усього життя.
Включаючи генетичні дослідження, польові обстеження, взаємодію з місцевими громадами, радіокольювання, обстеження хвороб котів та кастрацію диких котів та перевірку стану здоров'я, проект був розроблений у консультації з низкою провідних світових експертів, покликаних вивчати дику кішку на унікально високому рівні. детально під час проведення комплексних, довгострокових та географічно модульних природоохоронних заходів.
У 2015 році благодійна організація перебувала на стадії припинення діяльності з моменту створення незалежного проекту Wildcat Haven, присвяченого проекту на місцях.
У 2014 році проєкт успішно вилучив диких котів з віддаленого півострова площею 250 квадратних миль Арднамурчан за допомогою методу гуманної кастрації та запланував подальше розширення.